# ニュージーランド準備銀行
ニュージーランド準備銀行（ニュージーランドじゅんびぎんこう、Reserve Bank of New Zealand，略称:RBNZ）は、ニュージーランドの中央銀行。所在地はウェリントン。

## 歴史
1934年ニュージーランド準備銀行法1934が制定され、1934年8月1日ニュージーランド準備銀行が設立される。
1989年ニュージーランド準備銀行法1989に改訂され、それまで財務省が所管してきた金融政策を準備銀行へ移管しニュージーランド政府100%所有の認可法人となる。
総裁任命権は財務大臣が有し、準備銀行運営の最高責任者は総裁が務める。総裁任期は1期5年。2018年3月からエイドリアン・オアが総裁を務める。

## 任務と機能
- 準備銀行は、ニュージーランド準備銀行法1989により以下の業務を担当する。

1. 通貨発行の権限
2. 金融システムの効率的な運営
3. 金融政策
4. 5大銀行と登録金融機関20行の業務と監視
5. 外国為替の管理

- 準備銀行は、

1. 通貨発行の権限を有しニュージーランド・ドルの発行と管理をする。
2. 物価安定化策としてインフレターゲットを採用している。現在はインフレーション数値目標を1-3%[注釈 1]に抑えることを目的とし、政策金利に当たる公定現金率（英称:Official Cash Rate，略称:OCR）を設定する。準備銀行総裁は公定現金率操作の最高責任者であり、インフレターゲットを越える物価率が長期間に渡り発生した時、任命権者である財務大臣は総裁を解雇できる解任権を有する。
3. 一般銀行の監視業務。2012年12月現在、NZ5大銀行と登録金融機関20行の業務の監視と、円滑な金融システムの安定を図っている。

- 法人としての準備銀行は、総裁1名、副総裁1名、総裁補佐2名、専任部長6名により組織される上席管理委員会により運営されている。総裁と法人の監査は7名の非常勤理事が担当する。

## その他
- ウェリントンにあるニュージーランド準備銀行敷地内に博物館を持つ。博物館では、ニュージーンランドの金融の歴史、銀行の歴史、過去に発行された通貨などを紹介している。

- 総裁は推薦と公募により選出され財務大臣により指名される。公募はフィナンシャル・タイムズ、エコノミスト、ウォールストリート・ジャーナルなどに求人広告を載せ、国内外を問わず最適な人材を募集する。2010年 - 2011年の総裁給与は600,000NZD（約4200万円）。1988年 - 2012年までに3名の総裁が就任しているが、公募による人材登用はされていない。